# 가마이시역
가마이시역(일본어: 釜石駅)은 일본 이와테현 가마이시시에 위치한 동일본 여객철도 · 산리쿠 철도의 철도역이다. JR 동일본의 야마다 선 · 가마이시 선과 산리쿠 철도의 미나미리아스 선 등 3개의 노선이 운행되고 있다.

## 역 구조 및 타는 곳

### JR 동일본
섬식 승강장 2면 4선의 구조를 갖춘 지상역이며, 역사와 승강장은 지하통로로 연결된다. 관리역으로서, 야마다 선의 나미이타카이간 - 료이시 구간과 가마이시 선의 가미아리스 - 고사노 구간의 각 역을 관리하고 있다. 그러나 야마다 선의 경우, 동일본 대지진으로 인해 미야코 역에서 이 역까지는 개통이 되고 있지 않는 상황이다.
| 1     | ■ 가마이시 선                 | 상행         | 도노 · 하나마키 방면   |
| 2 · 3 | ■ 야마다 선                   | 운행 정지 중 | 운행 정지 중           |
| 2 · 3 | ■ 가마이시 선                 | 상행         | 도노 · 하나마키 방면   |
| 4     | ■ 야마다 선                   | 운행 정지 중 | 운행 정지 중           |
| 4     | ■ 가마이시 선                 | 상행         | 도노 · 하나마키 방면   |
| 4     | ■ 산리쿠 철도 미나미리아스 선 | 상행         | 산리쿠 · 모리오카 방면 |

### 산리쿠 철도
단선 승강장 1면 1선의 구조를 갖춘 지상역이다. 2015년 4월부터 이온이 역 이름을 취득한 가운데, 2016년 3월까지 이온타운 가마이시 역으로 불린다.

## 이용 현황
| 연도 | 승차 인원 추이 | 승차 인원 추이 |
| 연도 | JR             | 산테쓰         |
| ---- | -------------- | -------------- |
| 2000 | 663            |                |
| 2001 | 645            |                |
| 2002 | 604            |                |
| 2003 | 529            |                |
| 2004 | 536            | 254            |
| 2005 | 530            | 240            |
| 2006 | 539            | 242            |
| 2007 | 525            | 181            |
| 2008 | 484            | 121            |
| 2009 | 457            | 106            |
| 2010 | 443            | 97             |
| 2011 | 221            | 운휴           |
| 2012 | 274            | 운휴           |
| 2013 | 271            | 운휴           |
| 2014 | 280            |                |

## 역 주변
| 동일본 여객철도 야마다 선   | 동일본 여객철도 야마다 선  | 동일본 여객철도 야마다 선 |
| --------------------------- | -------------------------- | ------------------------- |
| 료이시 모리오카 방면        | ■ 야마다 선                | 시·종착역                 |
| 동일본 여객철도 가마이시 선 |                            |                           |
| 고사노 하나마키 방면        | □ 쾌속 '하마유리' · ■ 보통 | 시·종착역                 |
| 산리쿠 철도 미나미리아스 선 |                            |                           |
| 헤이타 사카리 방면          | ■ 미나미리아스 선          | 시·종착역                 |